# Phyllotis caprinus
Phyllotis caprinus är en däggdjursart som beskrevs av Pearson 1958. Phyllotis caprinus ingår i släktet storörade möss och familjen hamsterartade gnagare. IUCN kategoriserar arten globalt som livskraftig. Inga underarter finns listade i Catalogue of Life.
Arten förekommer i södra Bolivia och i angränsande regioner av Argentina. Den lever i Anderna mellan 2100 och 4500 meter över havet. Habitatet utgörs av ekosystemet Puna samt av torra skogar och buskskogar. Phyllotis caprinus besöker ofta jordbruksmark.